# Israël aux Jeux olympiques d'hiver de 2006
Israël est représenté par cinq athlètes aux Jeux olympiques d'hiver de 2006 à Turin.

## Médailles
|        | Médaille d'or | Médaille d'argent | Médaille de bronze | Total |
| ------ | ------------- | ----------------- | ------------------ | ----- |
| Israël | 0             | 0                 | 0                  | 0     |

## Épreuves

### Patinage artistique
Danse sur glace
- Galit Chait et Sergei Sakhnovski
- Alexandra Zaretzki et Roman Zaretzki

### Ski alpin
Hommes
- Mikail Renzhin